# North American B-25 Mitchell

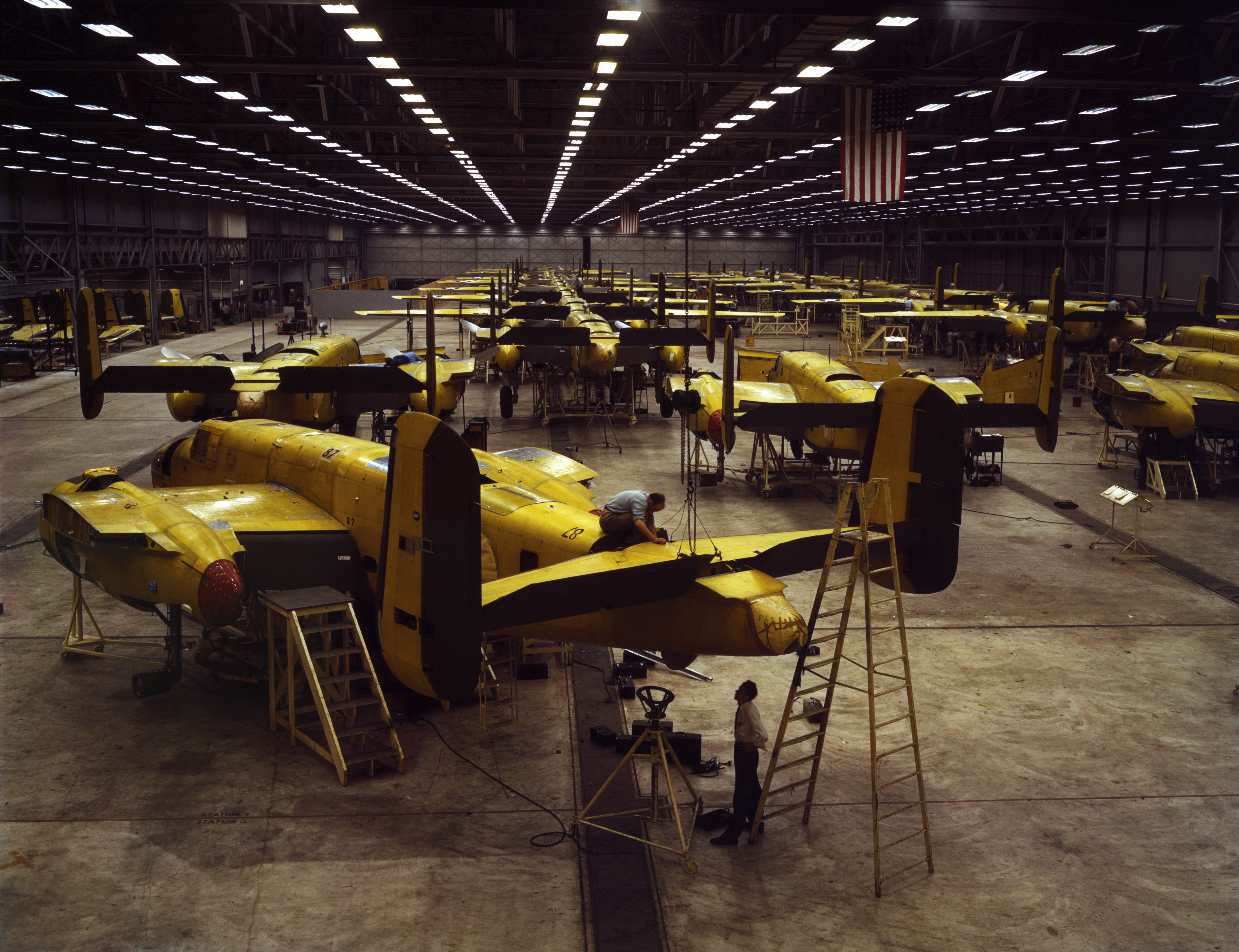
Tillverkning av North American B-25 Mitchell i Kansas City, Kansas, 1942.

North American B-25 Mitchell var ett amerikanskt bombflygplan tillverkat av North American Aviation. Den ursprungliga prototypen flög för första gången i januari 1939 under beteckningen NA-40. Efter några ändringar sattes det i produktion, och det första serietillverkade planet flög för första gången den 19 augusti 1940.
Planet är postumt namngivet efter flygarpionjären Billy Mitchell.

## Användning
B-25 Mitchell användes på alla fronter under andra världskriget, och ett stort antal överfördes genom lend-lease till  Storbritannien och Sovjetunionen. B-25 användes också av andra allierade, som Australien och Kina.
Ett av de mest välkända uppdrag som B-25 deltog i var Doolittleräden, den första amerikanska hangarfartygsbaserade attacken mot Japan under andra världskriget. Räden ägde rum den 18 april 1942. Uppdraget, som leddes av Jimmy Doolittle, var unikt i många hänseenden. Det var det enda uppdraget då plan från USAAF skickades iväg av amerikanska flottans Task Force 16-fartyg. Det var det längsta uppdrag som någonsins utförts med B-25 Mitchell och bevisade att Japan var sårbart för amerikansk vedergällning för japanernas attack mot Pearl Harbor den 7 december 1941.
Den 28 juli 1945 kraschade en B-25 in i Empire State Building på Manhattan i New York. 14 personer avled i denna olycka.

## Varianter
- NA-40 – Första prototypen med Pratt & Whitney R-1830 Twin Wasp-motorer.
- NA-40B – Prototypen efter motorbyte till Wright R-2600 Cyclone.
- B-25 – Förproduktionsserie. 24 byggda.
- B-25A – Första produktionsserien. 40 byggda.
- B-25B – Version utan kulsprutor i stjärten. I stället hade den ett ryggtorn och ett magtorn med dubbla 12,7 mm Browning-kulsprutor vardera. 120 byggda.
- B-25C – Första massproducerade varianten med avisningssystem, utkikskupol för navigatören och förbättrad beväpning framåt. 1 625 byggda.
- B-25D – Identisk med B-25C men tillverkade i Kansas City, Kansas i stället för i Inglewood, Kalifornien.
- F-10 – Fotospaningsversion med tre K.17-kameror installerade i nosen. 45 ombyggda från B-25D.
- XB-25E – En B-25C ombyggd för att testa ett nytt avisningsystem där avgaser från motorerna leddes genom kanaler i vingarnas framkant.
- XB-25G – En B-25C ombyggd med en ny kortare nos med två 12,7 mm Browning-kulsprutor och en 75 mm kanon.
- B-25G – Produktionsmodell med samma beväpning som XB-25G. 63 ombyggda från B-25C plus 400 nyproducerade.
- B-25H – Tyngre beväpnad variant av B-25G med inte mindre än åtta kulsprutor riktade framåt, fyra i nosen och två på var sin sida om flygkroppen under cockpit. Dessutom flyttade ryggtornet längre fram. 1 000 byggda.
- B-25J – En kombination av B-25D:s glasnos och B-25H:s kulsprutor på sidan om flygkroppen. 4 381 byggda.